# 新田孝彦
新田 孝彦（にった たかひこ、1951年 - ）は、日本の倫理学者。北海道大学大学院文学研究科教授。カント倫理学を主な研究対象としている。応用倫理学研究も行っており、北海道大学に設置された応用倫理研究教育センター長を務める。

## 来歴
山形県生まれ。山形県立新庄北高等学校卒業後、北海道大学文学部入学。在学中、イマヌエル・カント研究者として知られる宇都宮芳明の薫陶を受ける。1977年、同大学大学院文学研究科（哲学専攻）博士後期課程中退。愛知県立大学文学部講師などを経て現職。1994年　北海道大学博士（文学）。論文の題は「カントと自由の問題」。 1986年10月から1987年3月、および1999年12月から2000年8月の間、ミュンヘン大学にて在外研究を行う。

## 著書
- 『カントと自由の問題』（北海道大学図書刊行会） 1993
- 『入門講義 倫理学の視座』（世界思想社） 2000

### 共編著
- 『カント哲学のコンテクスト』（宇都宮芳明, 熊野純彦共編、北海道大学図書刊行会） 1997
- 『科学技術倫理を学ぶ人のために』（蔵田伸雄, 石原孝二共編、世界思想社） 2005

### 共訳書
- 『純粋理性批判』（カント、宇都宮芳明監訳、鈴木恒夫, 田村一郎, 嶋崎正躬共訳、以文社） 2004